# Guardia Republicana (Siria)
La Guardia Republicana (en árabe: الحرس الجمهوري السوري, transliterado: Alharas Aljumhuriu Alsuwriu) también conocida como Guardia Presidencial, fue una unidad militar de combate de élite del Ejército Árabe Sirio, formada principalmente por unidades blindadas y posicionadas principalmente alrededor de Damasco. 
La unidad fue creada en 1976 para contrarrestar los ataques de grupos palestinos en Siria, la Guardia Republicana era la responsable de la seguridad del expresidente Bashar Al-Asad, de proteger la capital y a los funcionarios gubernamentales de cualquier posible amenaza interna o externa.
La guardia republicana era una unidad militar que tenía como misión patrullar la capital siria.
Durante la reciente guerra civil en Siria, la Guardia republicana participó en algunos de los combates más encarnizados del conflicto. Sus soldados también han sido acusados de haber cometido crímenes de guerra.

## Historial de operaciones

### Orígenes
La creación de esta unidad tuvo lugar en plena guerra civil en el Líbano, tras la intervención siria en el conflicto. En ese momento guerrillas palestinas comenzaron a atacar a funcionarios y tropas sirias. Los ataques palestinos contra las tropas y el gobierno sirio se debieron al hecho de que el ejército sirio estaba comprometido con las tropas desde el frente libanés y el Ejército del Sur del Líbano. Pero fue sólo después de la invasión israelí del sur del Líbano (1982) cuando el Ejército sirio intervino decidamente, además de suponer la generalización del conflicto entre las distintas facciones libanesas (cristianos, chiitas, drusos, sunitas y palestinos).
El mayor general Adnan Makhlouf comandó a la Guardia Republicana entre 1976 y 1997.
La Guardia Republicana es empleada sobre todo para proteger a los altos funcionarios del gobierno sirio de cualquier amenaza externa y servir de contrapeso a las otras potentes formaciones militares cerca de la capital: la 4.ª División Mecanizada, la 3.ª División Blindada, las Fuerzas Especiales y la 14.ª División aerotransportada. Muchos miembros de la familia Assad han servido en la Guardia Republicana: el antiguo presidente sirio Bashar al-Assad era un antiguo alto oficial de la brigada, como también es el caso de Maher al-Asad.

### Guerra Civil Siria
Al comienzo de la guerra civil siria la Guardia Republicana se mantuvo fuera del conflicto y no intervino, pero en junio de 2012 sus fuerzas se enfrentaron con los rebeldes cerca de los complejos de viviendas y bases militares situados los suburbios de Qudsaya y Al Hamah, a unos 8 kilómetros del centro de Damasco. Posteriormente han combatido en Latakia, lugar de donde es originaria la familia del Presidente sirio. Los efectivos de la unidad también han sido acusados en varias ocasiones de haber perpetrado crímenes de guerra en varias ocasiones durante los combates en que participaron.

## Estructura
La Guardia republicana se compone de tres brigadas acorazadas, una brigada mecanizada y un regimiento de artillería. Originalmente su fuerza total era de 10.000 efectivos, pero en la actualidad se eleva hasta los 25.000 soldados y forma parte de las tropas de élite del gobierno, junto a la 4.ª División acorazada.
La división está compuesta orgánicamente por los Regimientos de seguridad 101.º y 102.º (cuya tarea es brindar seguridad al Presidente, los ministros de Gobierno, altos funcionarios gubernamentales, y la sede del Ejército u otras instituciones gubernamentales), y por las brigadas 103.ª, 104.ª, 105.ª y 106.ª, estas compuestas por tropas de combate.

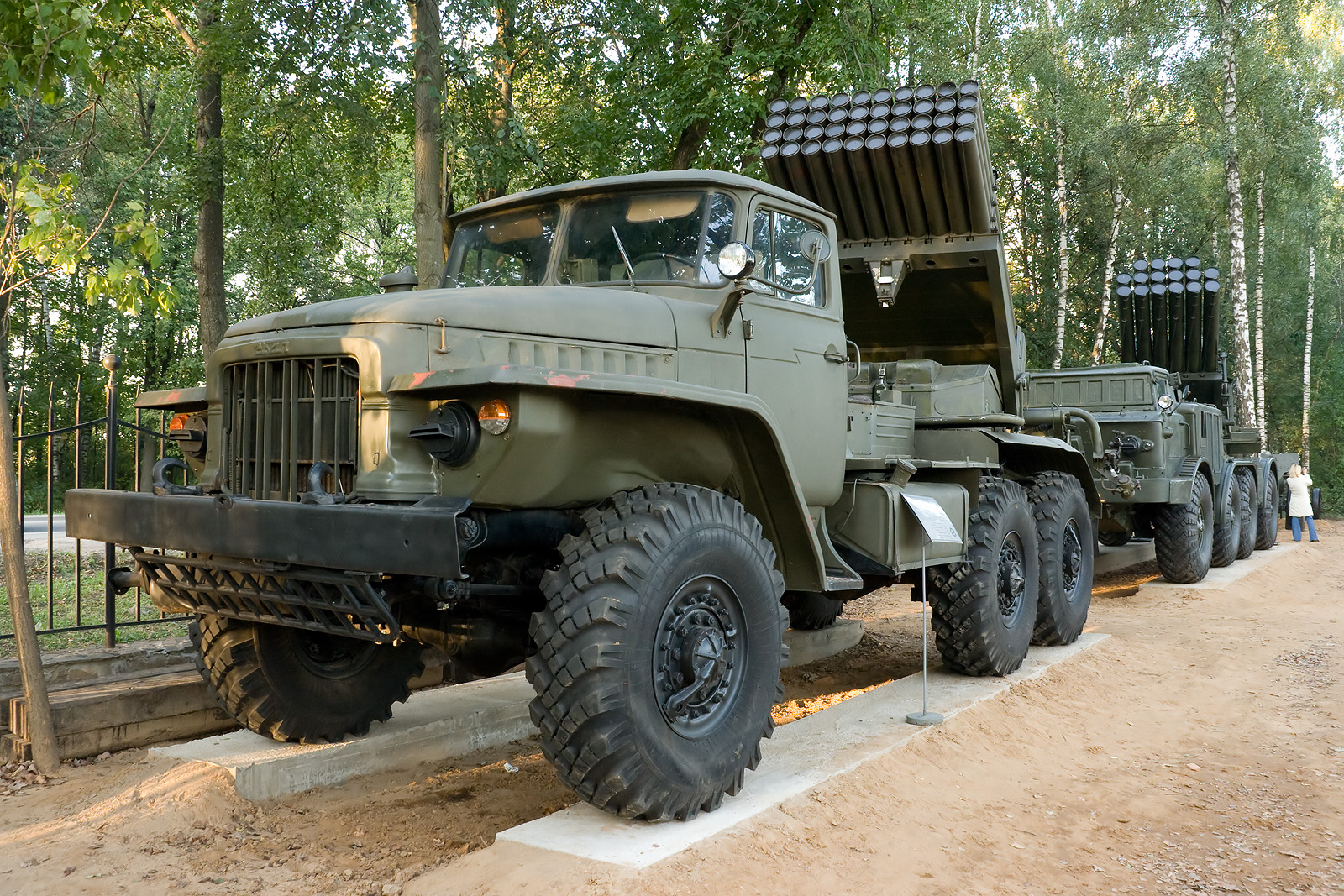
Lanzacohetes BM-21.

## Organización y equipamiento
Las principales unidades están estacionadas en el Monte Qasioun, cerca a Damasco. Desde esta posición elevada, la Guardia republicana tiene una vista panorámica estratégica de la ciudad y sus suburbios. La Brigada de artillería, equipada con obuses D-30 y lanzacohetes BM-21 "Grad", es capaz de repeler cualquier ataque por parte de fuerzas enemigas en la ciudad y sus suburbios.
Así mismo, el uniforme utilizado por las tropas es distinto del empleado por el Ejército regular sirio.